# لوو مانیونگا
لوو مانیونگا (انگلیسی: Luvo Manyonga؛ زادهٔ ۸ ژانویهٔ ۱۹۹۱) ورزشکار دو و میدانی اهل آفریقای جنوبی است. وی در مسابقات کشوری و بین‌المللی در مجموع برندهٔ ۱ مدال طلا، ۱ مدال نقره شده‌است.